# Juan Sandalio Arzuaga Anitua
Juan Sandalio Arzuaga Anitua   (Bilbao, 3 de setembre de 1880 - Logronyo, 26 d'agost de 1951) fou un futbolista i entrenador de futbol basc de començaments de segle xx.
Juan Arzuaga va néixer a Bilbao el 3 de setembre de 1880, i va ser batejat l'endemà, a l'església de San Nicolás de Bari de la capital biscaïna. De petit va estudiar a Anglaterra i va destacar en el rugbi. Entre 1902 i 1904 va estudiar Enginyeria Mecànica a l'escola tècnica de Mittweida (Saxònia, Alemanya), i mentrestant va començar a jugar a futbol amb el Mittweidaer Ballspiel-Club, l'equip de futbol de l'escola, que havia estat fundat l'any 1896 per estudiants. A Mittweida, va guanyar popularitat com a jugador de futbol i rugbi, així com àrbitre. Retornat al País Basc, es va instal·lar a Sant Sebastià, on va ser un dels membres fundadors del San Sebastián Recreation Club, que va ser el primer club de futbol de Sant Sebastià, l'any 1904. Inicià així la seva carrera futbolística en aquest club, ja avançats els 24 anys, on juntament amb Alfonso Sena, va formar part de l'equip que va jugar la Copa del Rei de 1905.
Al Recreation Club, va destacar per les seves habilitats defensives, que li van valer el pas a l'Athletic Club el 1905, fent el seu debut competitiu l'11 d'abril de 1906, a la Copa del Rei de 1906, en una victòria per 2-1 contra el Recreativo de Huelva. però no va jugar la final contra el Madrid FC, i sense ell, l'Athletic va encaixar 4 gols en una derrota per 1–4. L'any 1907, els millors jugadors de l'Athletic i de la Unión Vizcaíno es van unir per formar el Club Bizcaya, que va ser creat especialment per participar en la Copa del Rei de 1907, i Arzuaga va ser elegit per formar part de l'equip, formant una parella defensiva amb el seu antic company del Recreation, Alfonso Sena, que va tenir un paper molt important per ajudar al Bizcaya a arribar a la final, però va tornar a perdre contra el Madrid, gràcies a un gol tardà de Manuel Prast.
Va ser membre de l'equip de l'Athletic que va guanyar les Copes del Rei consecutives el 1910 i el 1911, ajudant al seu equip a mantenir la porteria a zero a la final de 1910 (UECF) en una victòria per 1-0 contra el Vasconia (futur Reial Societat). Es va convertir en el capità de l'equip el 1911. Es va mantenir fidel a l'Athletic fins al 1912, quan el club va decidir que la baixa forma d'un Arzuaga envellit no li permetia seguir defensant els colors de l'Athletic, per la qual cosa va ser baixa del primer equip, i finalment, va marxar i es va incorporar al Club Deportivo Bilbao, amb qui es va jubilar el 1914 als 34 anys.
El 25 de maig de 1913, Juan Arzuaga, de 33 anys, va passar a la història com un dels onze futbolistes que van jugar el primer partit no oficial de la selecció espanyola a l'Estadi d'Amute d'Irun. Es van enfrontar a una selecció francesa representada per la USFSA, i va ser Arzuaga (jugant com a davanter aquell dia) qui va aconseguir l'empat al minut 85 per salvar l'empat 1-1.
Com a entrenador, va dirigir l'Athletic de Bilbao des del 3 de desembre de 1921 fins al 20 de març de 1922.

## Palmarès
- Campionats d'Espanya: 
  - 1910, 1911